# Jom kippur

## A jom kippur időpontja
A zsidó naptár szerint:
- tisri 10.

A Gergely-naptár szerint:
- 5766: 2005. október 12–13.
- 5767: 2006. október 1–2.
- 5768: 2007. szeptember 21–22.
- 5769: 2008. október 7–8.
- 5770: 2009. szeptember 27–28.
- 5771: 2010. szeptember 17–18.
- 5772: 2011. október 7–8.
- 5773: 2012. szeptember 25–26.
- 5774: 2013. szeptember 13–14.
- 5775: 2014. október 3–4.
- 5776: 2015. szeptember 22–23.
- 5777: 2016. október 11–12.
- 5778: 2017. szeptember 29–30.
- 5779: 2018. szeptember 18–19.
- 5780: 2019. október 8–9.
- 5781: 2020. szeptember 27–28.
- 5782: 2021. szeptember 15–16.
- 5783: 2022. október 4–5.
- 5784: 2023. szeptember 24–25.
- 5785: 2024. október 11–12.
- 5786: 2025. október 1–2.
- 5787: 2026. szeptember 20–21.

(Az elsőként megadott nap napnyugtától a másodikként megadott napon az első három csillag megjelenéséig tart az ünnep.)
Tisri 10. szeptember 15. és október 14. közé esik, de nem lehet vasárnap, vagy pénteken, mert a nyugalomnapot úgy nem lehetne megtartani a böjt miatt. Az ünnep nem eshet keddre sem, ezzel kifejezve, hogy nem akarják befolyásolni Istent a döntésben (a kedd a hagyomány szerint jom ki tov, vagyis jó nap).
A jom kippur (héberül: יוֹם כִּפּוּר, áskenáz kiejtéssel: jajm kippur) a zsidó vallás egyik legnagyobb ünnepe, az engesztelés napja. A zsidó közösség egy teljes hónapot (elul) és még tíz napot szentel az ünnepre való felkészülésre (lásd: szlichot). Az ünnepet mintegy felvezeti a Rós ha-sána és levezeti a nem sokkal később tartott hosáná rábá (a szukot utolsó napja).

## A megtérés és a böjt napja
Az ünnep fő célja, hogy megtérésre hívja a zsidó hívőket:
A jom kippurt tévesen hosszúnap néven is szokták hívni (ugyanis e napon különösen sokat imádkoznak a vallásos zsidók, és huszonöt órás böjtöt tartanak), noha helyesen a ros hásáná a hosszúnap, mivel az az egyetlen főünnep, amely Izraelben és a diaszpórában is két napig tart. Helyesen inkább a szombatok szombatja (sábát sábáton) név illik az ünnepre, hiszen ez az egyetlen nap, amelyre a háláchá böjtöt ír elő. Az evésen és iváson kívül tilos mosakodni, parfümöket használni, kényelmes bőrcipőt viselni, valamint házaséletet élni. A szombati szabályzások erre a napra fokozottabban érvényesek. Mindezek a szabályok a test sanyargatását tűzik ki célul, mely elősegítheti a megtérést, az ünnep lényegét. A böjtöt a megelőző nap (erev jom kippur) késő délutánján egy ünnepi lakoma előzi meg, amely után a családfő megáldja gyermekeit. A chászid zsidók nem sanyargatják testüket olyan mértékben, mint a többi zsidó, mert szerintük nem ez a lényeg, hanem a valódi bűnbánat, amely a szívben van.
„A szíveteket szaggassátok, ne a ruhátokat, s úgy térjetek meg az Örökkévaló Istenetekhez, mert Ő irgalmas és megbocsátó, hosszan tűrő haragú és nagy szeretetű, és meggondolja a büntetést” (Joél könyve, 2. fejezet 13. vers).
A zsidó gondolkodás szerint a valódi bűnbánatot a megtérés jelei követik, vagyis a bűnösnek meg kell javítania életvitelét, és a lehetőségekhez mérten helyre kell hoznia az okozott erkölcsi, anyagi kárt.

## Az engesztelés napja
A nap elnevezése arra a Tórában olvasható történetre utal, melyben Isten megbocsátotta Izrael fiainak az aranyborjú imádásának bűnét, amit akkor követtek el, mikor Mózes épp a bálványimádás tilalmát is tartalmazó kőtáblákat vette át Istentől.
„Ugyanennek a hetedik hónapnak tizedikén az engesztelés napja van: szent gyülekezéstek legyen néktek, és sanyargassátok meg magatokat, és tűzáldozattal áldozzatok az Úrnak.”
Mózes III. könyve 23. fejezet 27. verse (Károli Gáspár fordítása)
A hagyomány szerint ekkor pecsételik le azt az ítéletet, amit Rós ha-sánakor, a zsinagógai új év napján hozott az Örökkévaló. A két ünnep közötti időt épp ezért a bűnbánat napjainak hívják, melyek reggelén, kora hajnalban bocsánatkérő imákat (szlichot) mondanak, hogy az esetleges negatív ítéletet pozitív irányba billentsék. Szokás minden haragossal még jom kippur előtt megbékélni, hiszen csak így várható el, hogy Jahve is megbocsássa a vele szemben elkövetett bűnöket. Éppen ezért vitás ügyeiket igyekeznek elrendezni, és az egymás ellen elkövetett bűnökért bocsánatot kérnek és próbálnak valódi elégtételt nyújtani, például megtéríteni az okozott károkat. A jom kippurt megelőző napon szokták az engesztelő szertartást (kápárá) végrehajtani. Ennek során egy kakast vagy tyúkot az ember feje fölött lassan megforgatva, szimbolikusan átteszik rá a bűnöket, más helyeken azonban ezt a szertartást szegényeknek adott adománnyal (cedáká) helyettesítik.

## A bűnvallás napja

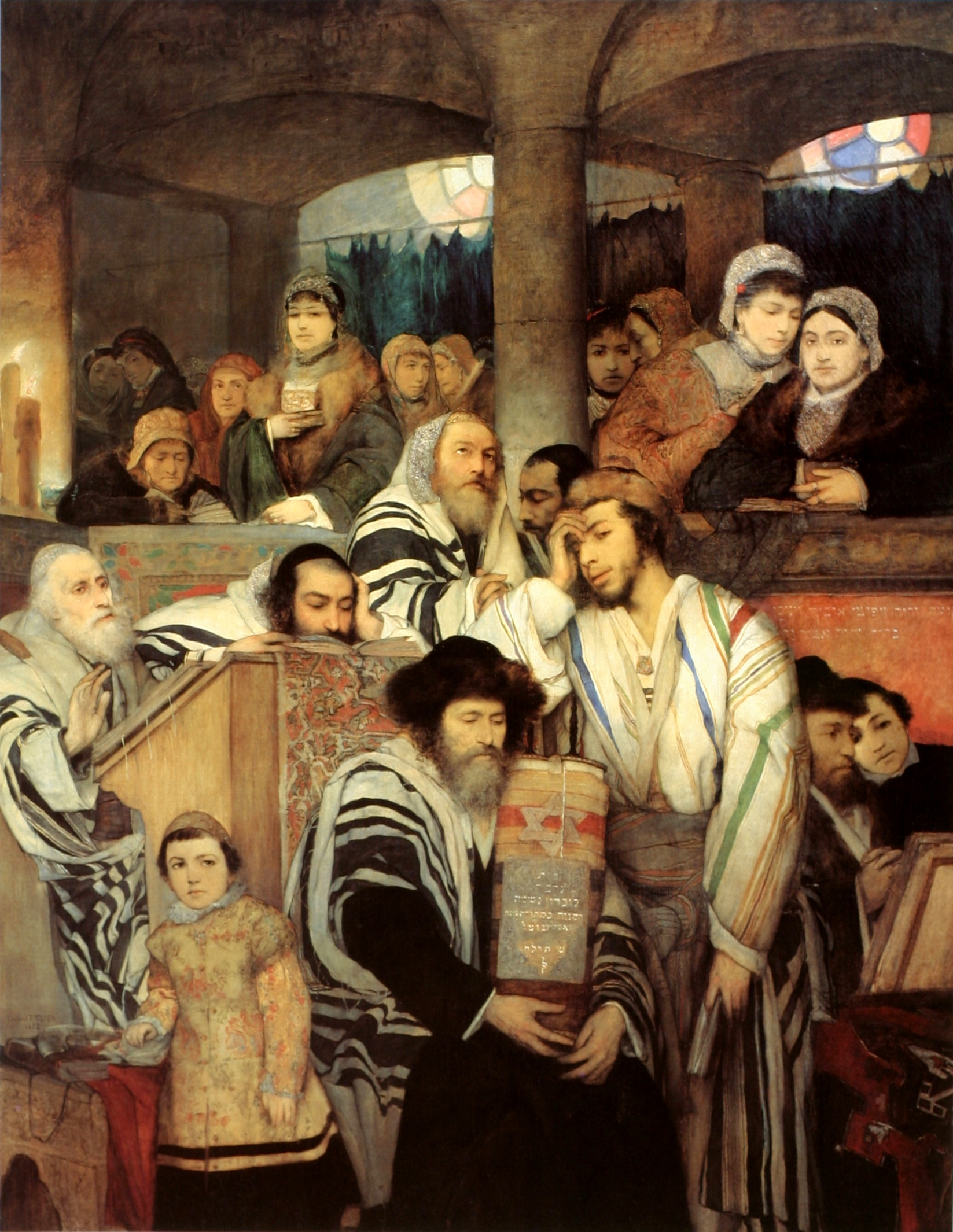
Maurycy Gottlieb: Zsidók imája a zsinagógában jom kippur idején

Az ókori Izraelben a főpap egyedül jom kippur napján léphetett be a jeruzsálemi szentély legszentebb helyére, a Szentek Szentélyébe (vagy Szentek Szentjébe), ahol megvallotta Izrael népének bűneit és Isten bocsánatáért esedezett, de mielőtt még bement volna meg kellett térnie. Ez volt az egyetlen nap, amelyen a főpap kimondhatta Isten nevét (héberül: יהוה – pontos kiejtése nem ismert, valószínűleg Jahve) úgy, hogy ne kellett volna meghalnia. Isten nevét a zsidóság arcra borulva hallgatta, miközben így kiáltottak: Áldott legyen a Név, akinek dicső királysága örökkön örökké tart!. Amennyiben élve jött ki a főpap a bűnvallás után, a nép örvendezett a bűnök bocsánata miatt.
Az ókori zsidóság vétkeiért egy bűnbaknak kellett száműzetéssel lakolnia, melyet két kecske közül választottak ki sorsolással. A másik kecskebakot a szentélyben áldozták fel.
„És tegye Áron mind a két kezét az élő baknak fejére, és vallja meg felette Izráel fiainak minden hamisságát és minden vétkét, mindenféle bűneit: és rakja azokat a baknak fejére, azután küldje el az arravaló emberrel a pusztába, hogy vigye el magán a bak minden ő hamisságukat kietlen földre, és hogy bocsássa el a bakot a pusztában.”
Mózes III. könyve 16. fejezet 21–22. verse (Károli Gáspár fordítása)
A szentélybeli szolgálat a jom kippur mai liturgiájában is megjelenik, melynek során az év egyetlen napján a zsinagógákban teljesen leborulnak az Örökkévaló előtt. A fő imákban (mint például a muszáf és a mázkír imákban) központi szerepet kap a bűnvallás (viduj), melyet többször is elmondanak a nap során. A közösségi bűnvallásban negyven féle bűnt sorolnak fel többes számban (a sértődések elkerülésére), amelyek főleg erkölcsi vagy társadalmi jellegűek. Az ünnepen többféle fontos imát is elmondanak, melyek során felolvassák Jónás könyvét is (mincha ima). Az utolsó fohász, a neilá után az ég kapui bezárulnak és a zsidó hit szerint a világ összes lényének a sorsa megpecsételődik az elkövetkezendő évre. A szertartás végén egy elnyújtott sófárfújás jelzi a böjt és a megtérésre kapott idő végét. A sófár hangját megkönnyebbülés érzése kíséri, és a hit, hogy az Örökkévaló meghallgatta a fohászt és elfogadta bűnbánatot. Az ünnepet az esti ima (áruit), majd az újhold megszentelése (kiddús leváná) zárja.

## Szokások
Ezen a napon minden fogadalom feloldásáért imát mondanak (kol nidré), hogy az év tiszta lappal induljon.
A hittudomány álláspontja szerint: arám nyelven írott fogadalom eskük feloldását szolgálta. Szövege – a párhuzamos kifejezések összevonásával – „Minden fogadalmat, esküt, tilalmat, melyet ezen Engesztelő Naptól fogva a jövő Engesztelő Napig (régibb szöveg: a múlt Engesztelő Naptól máig) a magunk személyére tettünk, megbánunk, visszavonunk, érvénytelenítünk.”
A jövőre nézve tett fogadalmak visszavonása tudományos vitákat váltott ki. Magyarázatára különböző nézetek keletkeztek, melyek feloldása a hittudomány  feladata.
Általában az egész napot együtt, a zsinagógai közösségben töltik, olvassák az írásokat, főleg az Áron áldozatáról szóló részeket és Jónás könyvét.
A böjt olyan szigorú, hogy a száj megnedvesítése is tilos, ám azoknak, akiknek orvosuk megtiltotta a böjtöt, kötelező enniük és inniuk. A gyerekek csak pár órás böjtöt tartanak, a nagykorúvá avatott izraeliták (tizenkét év feletti lányok, asszonyok, tizenhárom év feletti fiúk, férfiak) közül minden egészségesnek kötelező a teljes böjt.
Ez a zsidók legnagyobb ünnepe, ami abból is látszik, hogy egyedül ezen az ünnepen szolgált maga a főpap. A főpapnak azonban nagyon alapos felkészülésnek kellett alávetnie magát. A felkészülés utolsó hetében a családjával sem tarthatta a kapcsolatot, hanem beköltözött a szentélybe, hogy a Tóra olvasásával, imádkozással és égő, illat- és véráldozattal járuljon Isten elé. Ilyenkor a főpap megtöltötte a szentélyben álló hétágú menórákat is olajjal. A jom kippur előtti éjjelen nem aludhatott, mert álma megszentségteleníthette volna az ünnepet, ilyenkor az írásokat olvasta (jellemzően Jób és Ezsdrás könyvét).